# Pär Cederqvist
Pär Cederqvist (* 10. März 1980) ist ein ehemaliger schwedischer Fußballspieler. Der Stürmer bestritt seine Karriere in seinem Heimatland, Norwegen und England.

## Karriere
Cederqvist spielte in der Jugend beim IFK Värnamo, bei dem er später auch in der Erwachsenenmannschaft auflief. Nach fünf Spielzeiten wechselte er vom Drittligisten im Januar 2003 zum Stockholmer Klub Djurgårdens IF in die Allsvenskan, bei dem er einen Drei-Jahres-Vertrag unterzeichnete. Als Ergänzungsspieler bestritt er für den amtierenden Meister fünf Erstligapartien als Einwechselspieler, ehe er an den Zweitligisten Åtvidabergs FF ausgeliehen wurde. In der Superettan zeichnete er sich als regelmäßiger Torschütze aus und trug mit sechs Saisontoren zum Erreichen des vierten Tabellenplatzes bei. Auch nach seiner Rückkehr kam er in der Spielzeit 2004 nur zu drei Spielen als Einwechselspieler, so dass er im Sommer zum Zweitligisten Östers IF wechselte. Beim Vorjahresabsteiger war er auf Anhieb Stammspieler, trotz seiner zwölf Tore in 17 Spielen verpasste der Klub als Tabellenfünfter den direkten Wiederaufstieg. In seiner zweiten Spielzeit beim Verein ein Tor weniger erfolgreich im kompletten Saisonverlauf, kehrte der Klub als Tabellenzweiter hinter AIK in die schwedische Eliteserie zurück. Hier konnte er seine Torgefahr nicht bestätigen, er erzielte lediglich ein Saisontor.
Im August 2006 verließ Cederqvist Östers IF und wechselte nach Norwegen zu Raufoss IL. Beim Drittligisten währte sein Aufenthalt nur kurz, bereits nach Saisonende zog er zum englischen Klub FC Walsall weiter. Hier kam er jedoch nicht über die Reservistenrolle hinaus und kehrte daher im Sommer 2007 nach Schweden zurück. Bei Landskrona BoIS unterschrieb er einen Vertrag mit zweieinhalb Jahren Laufzeit. In den folgenden Jahren zeichnete er sich als torgefährlicher Stürmer aus, kam mit dem Klub jedoch nicht über Plätze im hinteren Mittelfeld der Superettan hinaus. Nach Ablauf seines Vertrages Ende 2009 wechselte er innerhalb der Liga zum Jönköpings Södra IF, mit dem er einen Drei-Jahres-Kontrakt vereinbarte. War er im Vorjahr mit seinen 14 Saisontoren Dritter in der Torschützenliste gewesen, platzierte er sich in der Spielzeit 2010 mit ebenso vielen Toren auf dem vierten Rang. Dennoch geriet er mit dem Klub in Abstiegsgefahr, erst in den Relegationsspielen gegen IK Sirius wurde der Klassenerhalt bewerkstelligt. Dabei hatte er im Hinspiel den spielentscheidenden Treffer zum 1:0-Auswärtssieg sowie beim 3:0-Rückspielerfolg den letzten Treffer erzielt. Im Mai des folgenden Jahres zog er sich eine Fußverletzung zu, die eine längerfristige Pause bedingte. Erst im Herbst kehrte er auf den Sportplatz zurück, mit im gesamten Saisonverlauf in elf Spielen erzielten vier Toren trug er zum Erreichen des letzten Nicht-Abstiegsplatzes bei.